# Stazione di Berlino-Westkreuz
La stazione di Berlino-Westkreuz (in tedesco Berlin-Westkreuz) è una stazione ferroviaria situata nel distretto di Charlottenburg-Wilmersdorf e funge da stazione di trasferimento tra le S-Bahn che corrono sulla Ring e le Stadtbahn.

## Movimento
La stazione è servita dalle linee S 3, S 41, S 42, S 46, S 5, S 7 e S 9 della S-Bahn.

## Interscambi
- Fermata autobus